# Gentiana huxleyi
Gentiana huxleyi là một loài thực vật có hoa trong họ Long đởm. Loài này được Kusn. mô tả khoa học đầu tiên năm 1893.